# Texas espagnol
1680–1821
Entités suivantes :
- Coahuila y Texas (Mexique)

Le Texas espagnol ou Nouvelles-Philippines (en espagnol Nuevas Filipinas) à partir de 1716, désigne la période durant laquelle l'actuel territoire du Texas fut une colonie espagnole de 1680 à 1821. 
Le Texas fut âprement disputé entre Français et Espagnols à la fin du XVIIe siècle. Les Français fondèrent Fort Saint-Louis, mais durent, par la suite, se replier sur les limites occidentales de la Nouvelle-France et renoncèrent à conserver leur avancée territoriale en direction des possessions de la Nouvelle-Espagne, afin de mieux protéger le territoire colonial de la Louisiane française. Cependant, les marchands et explorateurs français partis de Louisiane continuèrent à voyager dans la région, s'adonnant à un commerce avec les nations amérindiennes locales. Malgré certaines mesures, l'Espagne échoua à mettre un terme à la pénétration française au XVIIIe siècle puis à l'expansionnisme colonial et commercial américain au XIXe siècle.
Le Texas fut intégré à la Nouvelle-Espagne jusqu’à l’indépendance du Mexique en 1821 et à la chute de l'empire espagnol en Amérique du nord la même année. L'installation des Espagnols, qui commença réellement au XVIIIe siècle répondait à l'expansion de la colonie française de Louisiane à l'est et au souci de préserver les mines d'argent du Mexique. Elle se manifesta par l'installation de colons, la fondation de forts et de missions. Elle se heurta à l'hostilité des Amérindiens, notamment des Comanches et des Apaches.

## Exploration du territoire
Alonso Alvarez de Pineda longea les côtes du Texas et le réclama pour l'Espagne en 1519. En 1528, Álvar Núñez Cabeza de Vaca fut le premier Européen à fouler le sol du Texas après avoir survécu à l'expédition de Pánfilo de Narváez. Francisco Vázquez de Coronado, dans sa quête de découverte des Sept cités de Cíbola (Eldorado), explora le nord du territoire texan en 1541, avant que les restes de l'expédition d'Hernando de Soto n'y parviennent depuis l'est en 1542. Cependant, le territoire texan resta largement ignoré des Espagnols jusqu'en 1680.

## Les premiers établissements

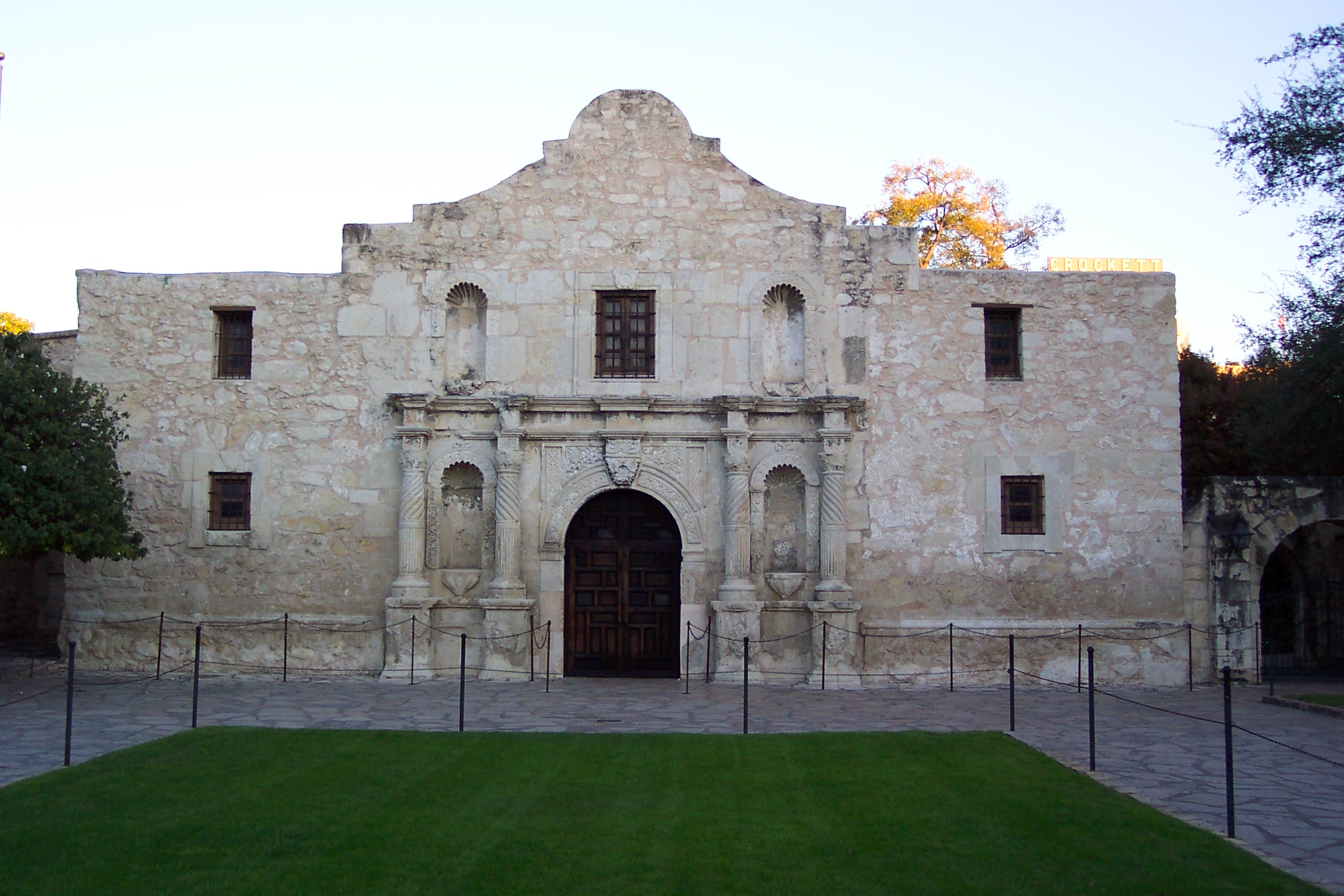
Mission San Antonio (Alamo).

Le plus ancien établissement européen du Texas fut fondé en octobre 1680 par des conquistadors, des frères franciscains et des Amérindiens Tiguas : Ysleta dans l'ouest du Texas actuel, sur le Rio Grande. 
En 1690 fut fondée la mission franciscaine de San Francisco de los Tejas dans l’est du Texas à San Pedro Creek dans l'actuel comté de Houston, en territoire nabedache. Mais face à la menace indienne, les religieux durent quitter le site quelques années plus tard.
En 1700, un premier poste fut occupé à Juan Bautista, sur le cours inférieur du Río Grande. Un gouverneur fut installé et de nouveaux presidios furent construits plus à l'est (Fort Taovaya, Los Adaes, San Augustin de Ahumada, San Luis de Amarillas ...). 
La mission Concepcion a été initialement établie dans l'est du Texas en 1716 et a déménagé sur son site actuel à San Antonio en 1731. Concepción est la mission espagnole la mieux conservée du Texas. Elle est considérée par certains historiens comme la plus ancienne église non restaurée des États-Unis. La mission de San Antonio de Valero fut inaugurée en 1718. Elle fut transformée à partir 1803 en poste militaire qui prit le nom d'Alamo en raison de l'arrivée d'un détachement venu de la région d'El Alamo, dans l'État de Coahuila (Mexique). D'autres établissements religieux suivirent par la suite, comme la Mission San Juan Capistrano (1731) ou la mission Nuestro Señora del Espíritu Santo de Zúñiga (1732).  
Sous l’impulsion de José de Escandón, plusieurs villages de colons furent fondés entre 1749 et 1755 dans le Nuevo Santander, qui correspondait au sud du Texas et au Tamaulipas mexicain. 
L'exploration du Texas se poursuivit tout au long du XVIIIe siècle : elle fut le fait des contrebandiers et de coureurs des bois qui nouaient des contacts avec les Amérindiens. L'Américain Zebulon Pike explora une partie du territoire texan en 1806-1807.

## Relations avec les puissances voisines et les Amérindiens

### Concurrence franco-espagnole

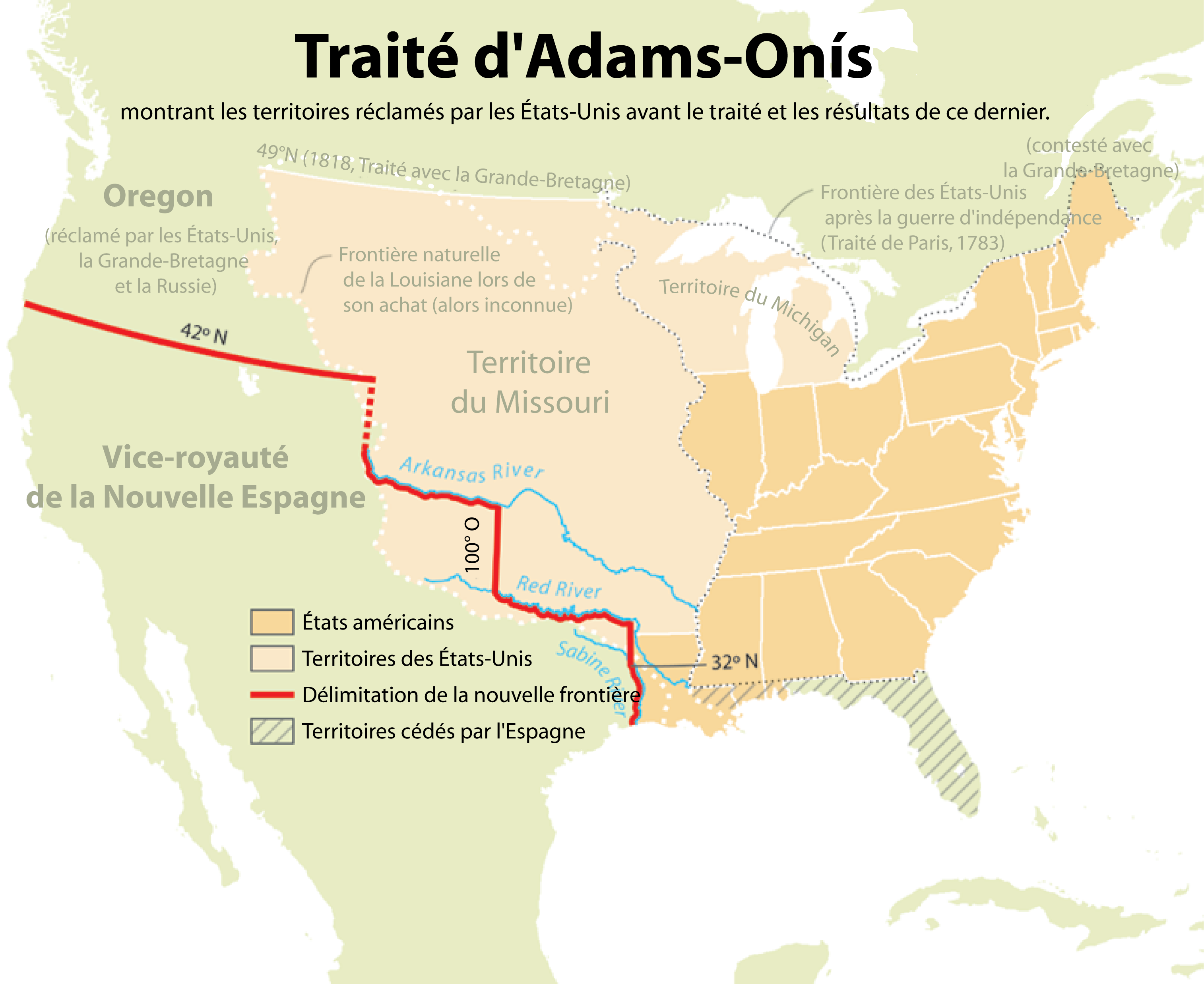
Modifications de frontières après le traité d'Adams-Onís de 1819.

Durant toute la première moitié du XVIIIe siècle, les Espagnols et les Français entrèrent en compétition dans le sud-ouest américain. Dès la fin du XVIIe siècle, une expédition militaire espagnole détruisit le Fort Saint-Louis établi par le Français Cavelier de la Salle et ses hommes en 1684 à l'ouest du Texas. En 1699, lorsque la France fonda une colonie en Louisiane, les Espagnols craignirent immédiatement que les Français veuillent s'approprier les mines d'argent du Mexique et furent de ce fait hostiles à l'entreprise coloniale française de Louisiane, arguant que les rives du Mississippi leur appartenaient. Les marchands français voyagèrent dans la région illégalement, commerçant avec des tribus plutôt hostiles aux Espagnols. Les Comanches, les Osages et les Pawnees entretinrent ainsi des liens avec les Français qui les fournissaient en armes à feu en échange de têtes de bétail et de mules que les Indiens volaient aux Espagnols. Ce commerce actif entre Français et Amérindiens conduisait à certains conflits violents entre Amérindiens et Espagnols. Lors de la guerre franco-espagnole de 1719, ceux-ci essayèrent d'éliminer l'influence française de plus en plus importante aux alentours du Nouveau-Mexique et du Texas. L'Expédition Villasur tourna cependant court, les Espagnols subissant une sévère défaite militaire face à une force franco-pawnee. L'Espagne échoua donc à mettre un terme aux incursions commerciales françaises à l'ouest du Mississippi. Dans les années 1740, de nombreux commerçants et explorateurs venus de Louisiane étaient présents dans les principales tribus indiennes de la région.
Le Traité de Paris (1763) qui mit un terme à la guerre de Sept Ans entre les puissances européennes, modifia considérablement la géopolitique de l’Amérique du Nord. La France perdit le Canada et la Louisiane : la rive occidentale du Mississippi fut remise à l'Espagne,, tandis que le reste de la Louisiane devint définitivement américain en 1803. La Nouvelle-Espagne n’eut dès lors plus à craindre la présence française. Les Espagnols cherchèrent à relier la Nouvelle-Orléans à Santa Fe à travers le Texas.

### Relations entre Espagnols et Amérindiens
Les missionnaires, les pionniers et les aventuriers espagnols introduisirent au Texas les premiers chevaux ainsi que des objets en métal et en verre qui transformèrent radicalement le mode de vie des Amérindiens. Le cheval renforça le nomadisme de plusieurs tribus et contribua à modifier leur répartition géographique. C’est aussi à cette époque que de nombreux villages subirent des épidémies ainsi que les attaques des Apaches et des Comanches. 
Les premiers contacts avec les Européens furent souvent pacifiques comme en témoigne l'étymologie du mot Texas : ce dernier vient en effet du caddo « tejas » qui signifie « allié » ou « ami,, »  . Mais très vite, les troupes et les colons espagnols durent affronter les Apaches et les Comanches tout au long du XVIIIe siècle. 
Les aventuriers français puis anglo-américains installés chez les Comanches, en commerçant avec eux, les encouragèrent directement ou indirectement à commettre vols de bétail et raids au Texas. En effet, en se procurant ainsi violemment du bétail et des chevaux espagnols, ils pouvaient en échanger une grande partie avec les Français contre des armes à feu et autres marchandises européennes. Plus tard, les Comanches étendirent ce lucratif commerce à de nombreuses autres nations amérindiennes des Grandes Plaines, dont les Arapahoes, les Pawnees et les Karankawa. Le Texas fut au bord de la catastrophe dans les années 1770 et 1780, lorsque les Comanches soumirent la colonie à une série d'attaques dévastatrices. Cependant, en 1786, les Comanches, affaiblis démographiquement par une épidémie de variole, conclurent une paix avec les Espagnols du Texas et du Nouveau-Mexique. Les déprédations comanches ne reprirent qu'en 1811, même si les relations entre colons texans et Amérindiens s'étaient considérablement envenimées bien avant, dès les premières années du XIXe siècle.
Cependant, les relations entre Indiens et Espagnols ne furent pas toujours confluctuelles. Il n'était en effet pas rare de voir, même pendant les périodes de guerre entre Comanches et Espagnols, des Comanches commercer avec des colons. De plus, les Espagnols avaient également des alliés amérindiens. Certaines bandes d'Apaches, chassées de leurs territoires par les Comanches en quête de pâturages et d'espaces, vinrent se réfugier au Texas, dans la colonie. Si certains groupes de ces Apaches commirent raids et vols contre les colons, d'autres acceptèrent de se sédentariser et de s'installer durablement dans des missions espagnoles. En échange, les autorités espagnoles s'engageaient à les proteger contre les Comanches. Même si ces ententes réciproques faisaient des Apaches des alliés de l'Espagne, ces alliances ne constituaient pas pour autant un atout militaire pour les Espagnols. En 1757, ceux-ci installèrent de nombreux Apaches dans la mission de la San Saba, mission nouvellement fondée. L'année suivante, en 1758, les Comanches attaquèrent la mission et la détruisirent, faisant de nombreux morts et prisonniers apaches. Les Apaches, que les Espagnols voulaient transformer en fermiers, avaient donc peu de valeur militaire conséquente, et ne contribuaient qu'à envenimer les relations entre Espagnols et Comanches, très hostiles aux Apaches. Certains groupes de ceux-ci se firent en outre bandits, pillant, pour survivre, les installations espagnoles.

### Relations hispano-anglo-américaines
Après le Traité de Paris de 1763, les Britanniques obtiennent, outre le territoire du Québec appartenant à la Nouvelle-France, l'est de la Louisiane française. De nombreux contrebandiers britanniques, prenant comme point de départ ces nouveaux établissements anglais de l'est du Mississippi, continuent le commerce avec les tribus amérindiennes de l'ouest de la Louisiane. Leurs marchandises circulent jusqu'au Texas, et les Comanches et Apaches continuent ainsi à être fournis en armes et en munitions, au détriment des Espagnols qui essayent difficilement d'ériger l'ouest de la Louisiane en véritable barrière contre les commerçants britanniques. En outre, les marchands et coureurs des bois francophones n'ont pas non plus arrêté leurs activités commerciales, et, contournant les interdictions espagnoles, entretiennent toujours, à la fin du XVIIIe siècle et au début du XIXe siècle, un actif et lucratif réseau commercial avec de nombreuses tribus amérindiennes texanes.
Après leur indépendance en 1783, les États-Unis s’agrandirent vers l’ouest ; en 1795, la navigation commerciale sur le Mississippi fut ouverte aux Américains. La vente de la Louisiane en 1803 consacra l’accroissement du territoire américain vers l'ouest. L’influence américaine se traduisit également par l’arrivée d’aventuriers comme Philip Nolan (1771-1801), de marchands, de scientifiques comme William Dunbar ou Peter Custis. Cette influence grandissante américaine fut une fois encore très mal perçue par les autorités espagnoles du Texas. Celles-ci virent dans l'expansion américaine vers l'ouest une menace pour leur propre empire nord-américain. L'hostilité entre Espagnols et Américains se manifesta clairement lorsque les commerçants américains se mirent à conclure des alliances et des accords commerciaux avec de nombreuses tribus amérindiennes du Sud-Ouest, en particulier les Comanches. Les liens commerciaux qui unirent ces derniers aux Américains eurent comme conséquence un certain effritement du traité qui avait établi une paix précaire entre le Texas et les Comanches en 1786. En 1811, les raids comanches contre le Texas reprirent, preuves que la Comancheria était désormais plus proche des Américains que des Espagnols. En 1819, le traité d'Adams-Onís fixa la frontière entre les territoires américains et espagnols.
En juin 1819, un groupe d'américains, mécontents du traité, dirigé par l'ancien chirurgien James Long partent en expédition au Texas et fonde la seconde république du Texas le 22. En octobre, les troupes espagnoles cantonnées à San Antonio de Béxar reçoivent l’ordre de mettre fin à l’expédition d’obstruction. Il s’agit de troupes expérimentées, sous le commandement du colonel Ignacio Pérez. Les rebelles sont surpris la nuit dans leur camp sur la rivière Brazos, et 22 hommes sont faits prisonniers. Long revient à la charge en septembre 1821 à la tête de 50 hommes. Il nomme José Félix Trespalacios président de la république. Long occupe le fort de Presidio La Bahia en octobre mais se rend à Pérez 4 jours plus tard.

## Mise en valeur du Texas

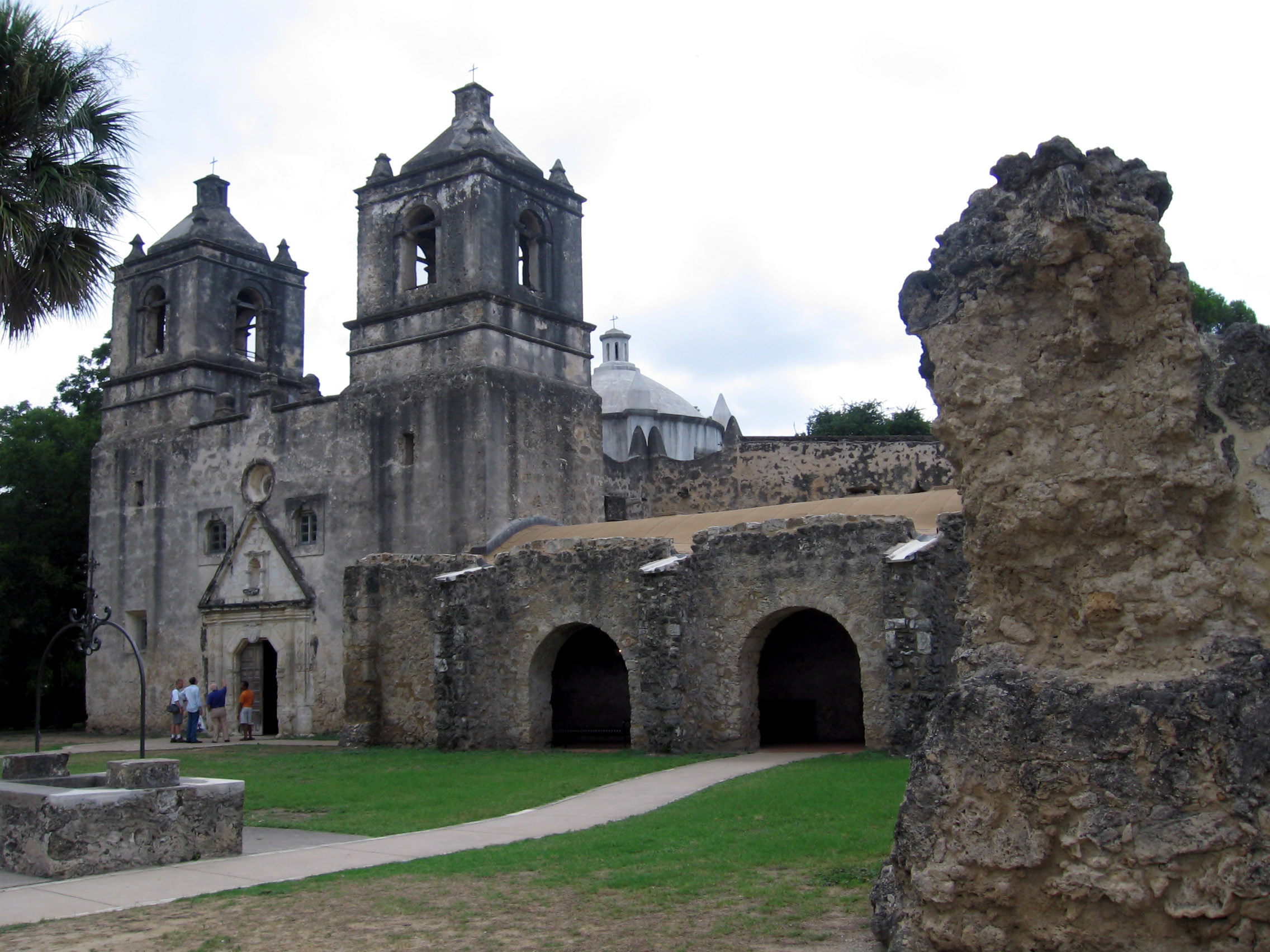
Mission Concepcion.

Au XVIIIe siècle, la colonie du Texas souffrait de sous-peuplement : il y avait 500 Tejanos en 1731, à peine 1 000 en 1760. La métropole encouragea pourtant l'installation de nouveaux colons en leur offrant le titre d'hidalgo ou des avantages financiers. Elle permit à des Anglo-Saxons de s'installer au Texas : ils étaient recrutés par des agents appelés empresarios, tels que Haden Edwards ou Moses Austin.
L'essor économique peina à venir à cause de l'isolement et du monopole du commerce avec l'Espagne : les colons échangeaient des marchandises avec les Français ou les Amérindiens. Les mines étaient exploitées par des esclaves amérindiens. Les Espagnols réalisèrent des travaux d’irrigation le long du Rio Grande. Ils fondèrent des ranchos (ranchs) et imposèrent le système des haciendas : ces grandes exploitations autarciques possédaient plusieurs bâtiments regroupés autour d’une place. Les missions étaient aussi des centres de production agricole et artisanale qui utilisaient la main d'œuvre amérindienne.
La tradition de l'élevage extensif au Texas remonte à la colonisation espagnole. Les bêtes étaient gardées par des vaqueros, les ancêtres des cow-boy, qui maîtrisaient déjà la technique du rodeo pour capturer les bovins sauvages au moyen d'un lazo (lasso). L'élevage produisait essentiellement des peaux et du suif.